# 리처드 멀리건
리처드 멀리건(Richard Mulligan, 1932년 11월 13일 ~ 2000년 9월 26일)는 미국의 배우, 성우이다.

## 출연 작품
- 올리버와 친구들 (1988년)
- 장난감 나라 (1986년)
- 스미스의 환생 (1985년)
- 유쾌한 감방 (1985, Doin' Time)
- 엉터리 천재 (1985년)
- 끝없는 사랑 (1984년)
- 미트볼 2 (1984년)
- 하나를 위한 삼중주 (1984, Micki & Maude)
- 핑크 팬더 6 - 핑크 팬더의 추적 (1982년)
- 할리우드의 건달들 (1981년) - 펠릭스 파머 역
- 빅 버스 (1976년)
- 작은 거인 (1970년) - 조지 암스트롱 커스터 역
- 철인들 (1969년)
- 원 포테토, 투 포테토 (1964년)

### 텔레비전
- 보난자 (1971)
- 사랑의 유람선 (1977, 1978)